# Šamorín
Šamorín és una ciutat d'Eslovàquia. Es troba a la regió de Trnava, a 25 km de Bratislava.

## Història
La primera menció escrita de la vila es remunta al 1287, i fou un port del Danubi important durant l'edat mitjana, però la seva importància anà disminuint en favor de Bratislava.

## Demografia
| Godina             | 1994   | 2004   | 2014   | 2024   |
| ------------------ | ------ | ------ | ------ | ------ |
| Nombre de persones | 12.182 | 12.339 | 13.028 | 13.672 |
| Diferència         |        | +1,28% | +5,58% | +4,94% |

| Godina             | 2023   | 2024   |
| ------------------ | ------ | ------ |
| Nombre de persones | 13.635 | 13.672 |
| Diferència         |        | +0,27% |

## Ciutats agermanades
- Hainburg an der Donau, Àustria
- Leiderdorp, Països Baixos
- Mosonmagyaróvár, Hongria